# 碧桂園服務
碧桂園服務控股有限公司，簡稱碧桂園服務控股和碧桂園服務（港交所：6098），在1992年，由母公司碧桂園控股有限公司，於總部順德成立，2004年才成立「廣東碧桂園物業服務股份有限公司」，公司在中國內地和全球經營各類物業管理服务。主席為楊惠妍，為楊國強女兒。
碧桂园服务主要的业务线包括：物业管理服务，社区增值服务，非业主增值服务，「三供一业」业务，城市服务及商业运营服务。

## 历史
2018年3月，母公司碧桂園控股正計劃分拆物業管理業務，以介紹方式於聯交所主板獨立上市，不涉發行新股集資。
2018年5月，母公司碧桂園控股以實物分派形式，作為特別息派發25億股「碧桂園服務」，股東每持有8.7股碧桂園，可獲派1股碧桂園服務股份，而上市日期為2018年6月19日。
2018年11月，碧桂園服務以合共6.83億元人民幣收購北京盛世物業服務70%股權、成都佳祥物業管理、成都清華逸家物業管理、南昌市潔佳物業及上海睿靖實業。
2019年7月，碧桂園服務以3.75億元人民幣收購港聯不動產服務。
公司控股股东为杨惠妍女士，持有碧桂园服务56.68%的股权
2020年3月，碧桂園服務透向菱電發展及置梁行收購香港物管公司柏齡物業管理。
2021年3月，碧桂園服務收購藍光嘉寶服務71.17%股權。
2021年9月，碧桂園服務以不超過100億元人民幣的作價收購富力物業旗下的富良環球有限公司，富良環球擁有的在管建築面積為6940萬平方米。是次交主要由兩部分組成，以不超過70億元人民幣收購現在的在管建築面積，以及不超過30億元人民幣收購未來約0.66億平方米在管建築面積。
2021年10月，碧桂園服務以2.1億元人民幣向財信地產發展集團收購安徽誠和物業服務有限公司。同月，碧桂園服務以不超過33億元人民幣向彩生活收購鄰里樂控股100%股權。鄰里樂控股核心資產包括萬象美物業、長白山旅遊度假區物業、開元國際、開際商業、萬象美住宅、花胥物業及北京萬象美。
2022年，碧桂园服务推出物业社区共治品牌“红心碧海”，在全国多地推行“1313”模式，即倡导社区居民组成1支志愿服务队，以党建为核心推动社区党委、社区居民及社区物业3方联动，在区域内制定1套统一的议事协商机制，多方携手每年共同解决3个社区难题。
2022年2月，碧桂園服務收購中梁百悅智佳服務約93.76%股權。交易完成後，碧桂園服務將全資持有中梁百悅智佳服務。
2024年8月22日，碧桂园服务发布了2024年上半年的财务报告。根据报告，碧桂园服务上半年营收为210.5亿元，净利润为14.4亿元，营业利润为20.7亿元，公司股东应占利润约14.40亿元，同比减少约38.7%；公司股东应占核心净利润约18.40亿元，同比减少约31.7%。同时，碧桂园服务整体毛利率由截至2023年6月30日止六个月的约24.9%下降3.7个百分点至约21.2%。
2024年9月25日， 碧桂园服务发布公告，以31.42亿元的代价出售持有的珠海万达商业管理集团股份有限公司（以下简称“珠海万达”）1.49%的股权。此次公告显示，碧桂园服务要求万达方在2024年9月27日起的10个工作日内，按照31.42亿元兑换等值美元以现金支付。
2025年1月13日，碧桂园服务控股有限公司发布内幕消息公告，宣布对非全资附属公司碧桂园满国环境科技集团有限公司（以下简称“满国环境”）进行资产减值准备。根据公告，碧桂园服务拟对满国环境计提约8亿元至11亿元的商誉及其他无形资产减值准备。此次减值拨备为商誉及其他无形资产减值，是基于碧桂园服务截至2024年12月31日止12个月未经审核综合管理账目，公司已根据香港财务报告准则对商誉进行减值测试，并根据减值测试结果拟对其中存在减值迹象的资产。

## 外部連結
- 碧桂園服務 （页面存档备份，存于）